# أندريه روتس
أندريه روتس (بالفرنسية: André Routis)‏ مواليد 16 يوليو 1900 في بوردو - الوفاة 16 يوليو 1969، كان ملاكم محترف فرنسي صنّف ضمن فئة وزن الريشة.

## إحصائيات
خاض خلال مسيرته 86 نزالا، فاز في 54 وتعادل في 7 وخسر في 25. فاز بالضربة القاضية في 12 نزالا.

## روابط خارجية
- أندريه روتس على موقع بوكس ريك (الإنجليزية) (registration required)